# Dernière Sortie avant Roissy
Pour plus de détails, voir Fiche technique et Distribution.
Dernière Sortie avant Roissy est un film français réalisé par Bernard Paul, sorti en 1977.

## Synopsis
Monique et Didier, un jeune ménage, habitent et travaillent dans une grande cité de la banlieue nord de Paris. Ils sont les employés de la même entreprise de transport : Monique est secrétaire, Didier mécanicien. Leur couple, cependant, se délite petit à petit dans sa routine quotidienne. Marlys, le chef d’atelier, un homme vieillissant qui supporte mal la solitude depuis sa séparation d’avec sa femme, se prend d’amitié pour eux. Il cohabite avec ses deux filles, Solange et Corinne, avec lesquelles ses rapports sont difficiles. Mais des événements vont soudain s’enchevêtrer et se précipiter jusqu’au drame : Didier est surpris en train de voler du matériel dans l’atelier tandis que Corinne, la cadette des filles de Marlys, est violée par des garçons qui étaient ses amis.

## Fiche technique
- Titre original : Dernière Sortie avant Roissy
- Réalisation :	Bernard Paul
- Scénario : Bernard Paul, Michel Piedoue
- Dialogues : Michel Piedoue
- Assistants à la réalisation : Gabriel Aghion, Jean-Louis Mingalon, Éric Robillot
- Décors : Pierre Samos
- Photographie : William Lubtchansky
- Son : Antoine Bonfanti
- Montage : Christiane Lack
- Musique : Éric Demarsan
- Scripte : Josette Paquin
- Photographe de plateau : Moune Jamet
- Production : Jean-Serge Breton
- Directeur de production : Jean-Marie Richard
- Sociétés de production : Francina (France), Orphée-Arts (France), Z Productions (France)
- Sociétés de distribution : Les Films Molière (France), Cinexport[1] (vente à l'étranger), Wide[1] (vente à l'étranger)
- Pays d’origine :  France
- Langue originale : français
- Format : couleur par Eastmancolor — 35 mm — 1.66:1 — son monophonique
- Genre : drame
- Durée : 110 minutes
- Date de sortie : France, 10 août 1977
- Classifications et visa CNC : mention « tous publics », Art et Essai, visa d'exploitation no 46352 délivré le 22 août 1977

## Distribution
- Pierre Mondy : Marlys
- Sabine Haudepin : Corinne
- Patrick Fierry : Gérard
- Anne Jousset : Monique
- Hervé Bellon : Didier
- Jean-Claude Dauphin : Jean-Yves, le sous-directeur du Prisunic
- Françoise Arnoul : Nicole, la femme de Marlys
- Jacques Zanetti : Joël
- Roseline Villaumé : Solange
- László Szabó
- Hélène Vallier
- Étienne Chicot
- Gilberte Géniat
- Gérard Loussine
- Magali Clément
- Germaine Delbat
- Maurice Vallier
- Luc Florian

## Production
Dernier film de Bernard Paul.

### Scénario
Françoise Arnoul : « Il [Bernard Paul] m’a fait lire très tard le scénario de Dernière sortie avant Roissy. J’ai compris toute la violence qui l’habitait. Sa famille s’était saignée aux quatre veines pour qu’il aille jusqu’à l’IDHEC. Lui-même, avec une volonté farouche, avait arraché le droit d’en arriver là. Il se battait aussi pour que les autres n’en soient plus privés. »

### Tournage
- Période de prises de vue : 16 août au 30 septembre 1976[3].
- Extérieurs : Sarcelles (Val-d'Oise)[4].
- Françoise Arnoul[2] : « Je n’allais que rarement sur le tournage, j’essayais de respecter ce qui avait été sa démarche première. Être seul, avec son équipe, ses comédiens. J’ai été très heureuse qu'il me demande d’y faire une apparition dans une scène mère-fille qui n’arrivent pas à dialoguer. Nous y avons gagné un producteur et un ami, Jean-Serge Breton, qui a été d’une présence discrète mais extrême, à la mort de Bernard[Note 2]. »

## Accueil
Françoise Arnoul : « Le film n’a malheureusement pas marché, malgré Pierre Mondy et Sabine Haudepin, remarquables comme d’habitude. Trop lucide, trop austère, trop pessimiste… ? […] Avec le choix de ses sujets, Bernard exprimait l’enfoui. Il a eu trop peu de temps pour acquérir la sérénité, prendre du recul et peut-être un jour, avec la même fougue, réussir des œuvres plus calmes.
Le Temps de vivre et Dernière sortie avant Roissy demeurent des films illustrant des réalités d'aujourd’hui. Ils ne vieilliront pas, ils touchent à une actualité douloureuse et grave. »

## Thèmes et contexte
Film pessimiste et prémonitoire du malaise des banlieues… On suit la vie de quelques habitants d'une cité populaire au nord de Paris. Certains se renferment dans la solitude quand d'autres expriment leur mal de vivre par la violence face à une société qui marginalise ses prolétaires, qu'ils soient blancs, noirs, jaunes ou rouges, si leurs aspirations ne sont pas conformes à ses dictats : consommation à tout va, ambition, profit… Le dernier film de Bernard Paul est une étude lucide sur notre société et peut-être même un avertissement. C’est le regard d’un authentique communiste sur un univers qu'il connaissait bien, car c’était le sien…